# كفاية رأس المال
كفاية رأس المال هو مقدار رأس المال الذي يجب أن يكون لدى البنك أو أي مؤسسة مالية أخرى كما هو مطلوب من قبل أي جهة تنظيم مالية . وعادة ما يتم التعبير عن ذلك كنسبة كفاية رأس المال للملكية كنسبة مئوية من الأصول المرجحة للمخاطر. يتم وضع هذه المتطلبات موضع التنفيذ للتأكد من أن هذه المؤسسات لا تتحمل نفوذًا مفرطًا وتصبح معسرة. تتحكم متطلبات رأس المال في نسبة حقوق الملكية إلى الديون المسجلة على جانب الخصوم وحقوق الملكية في الميزانية العمومية للشركة. لا ينبغي الخلط بينها وبين متطلبات الاحتياطي، التي تحكم جانب الأصول في الميزانية العمومية للبنك - وخاصة نسبة أصوله التي يجب أن يحتفظ بها نقدًا أو الأصول شديدة السيولة. رأس المال هو مصدر الأموال وليس استخدام الأموال. 

## قوانين
جزء أساسي من التنظيم المصرفي هو التأكد من أن الشركات العاملة في الصناعة تدار بحكمة. والهدف من ذلك هو حماية الشركات نفسها وعملائها والحكومة (المسؤولة عن تكلفة التأمين على الودائع في حالة فشل البنك) والاقتصاد، من خلال وضع قواعد للتأكد من أن هذه المؤسسات لديها رأس مال كافٍ لضمان استمرار سوق آمن وفعال وقادر على تحمل أي مشاكل متوقعة. 
كانت الجهود الدولية الرئيسية لوضع قواعد حول متطلبات رأس المال هي اتفاقيات بازل، التي نشرتها لجنة بازل للرقابة المصرفية الموجودة في بنك التسويات الدولية . هذا يضع إطارًا حول كيفية احتساب البنوك والمؤسسات الوديعة لرأس مالها . بعد الحصول على نسب رأس المال، يمكن تقييم كفاية رأس مال البنك وتنظيمه. في عام 1988 ، قررت اللجنة إدخال نظام لقياس رأس المال يشار إليه عادة باسم بازل 1 . في يونيو 2004 ، تم استبدال هذا الإطار بإطار أكثر تعقيدًا لكفاية رأس المال المعروف باسم بازل II . في أعقاب الأزمة المالية في 2007-2008 ، تم استبدال بازل II بـ بازل III ،  والذي سيتم تدريجياً في الفترة بين 2013 و 2019. 
هناك مصطلح آخر شائع الاستخدام في سياق الأطر وهو رأس المال الاقتصادي ، والذي يمكن اعتباره من شأنه أن يختار مساهمو البنوك على مستوى رأس المال في غياب تنظيم رأس المال. للحصول على دراسة مفصلة حول الاختلافات بين هذين التعريفين لرأس المال، يرجى الرجوع إلى رأس المال الاقتصادي والتنظيمي في البنوك: ما هو الفارق ؟. 
نسبة رأس المال هي النسبة المئوية لرأس مال البنك إلى الأصول المرجحة للمخاطر . يتم تحديد الأوزان بنسب حساسية المخاطر التي تملي حسابها بموجب الاتفاق ذي الصلة. يتطلب بازل II ألا تقل نسبة رأس المال الإجمالي عن 8٪. 
لدى كل جهة تنظيمية وطنية عادةً طريقة مختلفة قليلاً عن حساب رأس المال المصرفي، وهي مصممة لتلبية المتطلبات المشتركة في إطارها القانوني الوطني الفردي. 
معظم الدول المتقدمة تطبق بازل 1 و 2 ، وتنص على حدود الإقراض كمضاعف لرأسمال البنك المتآكل بسبب معدل التضخم السنوي . 
تم استبدال الـ 5 سندات الائتمانية - الشخصية والتدفق النقدي والضمان والظروف ورأس المال - بمعيار واحد. بينما تم وضع المعايير الدولية لرأس المال المصرفي في اتفاق بازل الأول لعام 1988 ، فإن بازل II تجري تعديلات كبيرة على تفسير متطلبات رأس المال، إن لم يكن حسابها. 
أمثلة من المنظمين الوطنيين تنفيذ بازل تشمل هيئة الخدمات المالية في المملكة المتحدة، هيئة الرقابة المالية الاتحادية في ألمانيا، أو أس أف أي في كندا، بانكا ديتاليا في إيطاليا. في الولايات المتحدة. 
في الولايات المتحدة، تخضع مؤسسات الإيداع لإرشادات رأس المال المبنية على المخاطر الصادرة عن مجلس محافظي نظام الاحتياطي الفيدرالي.  يتم استخدام هذه الإرشادات لتقييم كفاية رأس المال استنادًا إلى مخاطر الائتمان المتصورة المرتبطة بأصول الميزانية العمومية ، فضلاً عن بعض التعرضات خارج الميزانية مثل التزامات القروض غير الممولة وخطابات الاعتماد ومشتقات وعقود صرف العملات الأجنبية . يتم استكمال إرشادات رأس المال المبني على المخاطر بمتطلبات نسبة الرافعة المالية . لكي تتم رسملتها بشكل كاف وفقًا لتعريفات الوكالة التنظيمية للبنك الفيدرالي، يجب أن تمتلك الشركة القابضة للبنك نسبة رأس مال من المستوى 1 لا تقل عن 4٪، ونسبة رأس مال مدمجة من المستوى الأول والمستوى 8٪ على الأقل، ونسبة رافعة مالية على الأقل 4 ٪، وليس خاضعا لتوجيه أو أمر، أو اتفاق مكتوب لتلبية والحفاظ على مستويات رأس المال محددة. ليكون رأس المال جيدًا وفقًا لتعريفات الوكالة التنظيمية للبنك الفيدرالي، يجب أن يكون لدى الشركة القابضة نسبة رأس مال من المستوى 1 لا تقل عن 6٪، ونسبة رأس المال المدمجة من المستوى 1 والمستوى 10 على الأقل، ونسبة الرافعة المالية في على الأقل 5٪، ولا تخضع لتوجيهات أو أوامر أو اتفاقات مكتوبة للوفاء والحفاظ على مستويات محددة من رأس المال. يتم الإبلاغ عن نسب رأس المال هذه كل ثلاثة أشهر في تقرير الدعوة أو تقرير التوفير المالي . على الرغم من أن رأس المال من الفئة 1 قد تم التأكيد عليه تقليديًا، فقد بدأ المنظمون والمستثمرون في أواخر عام 2000 في التركيز على الأسهم المشتركة الملموسة، والتي تختلف عن رأس المال من المستوى الأول من حيث أنه يستبعد الأسهم المفضلة . 
يتم فرض متطلبات رأس المال التنظيمية (على الرغم من أن ذلك ليس دائمًا) على مستوى كيان بنك فردي وعلى مستوى مجموعة (أو مجموعة فرعية). وهذا قد يعني بالتالي أن العديد من أنظمة رأس المال التنظيمية المختلفة تطبق في جميع أنحاء مجموعة البنك على مستويات مختلفة، كل تحت إشراف منظم مختلف. 
.     

## روابط خارجية
- اتفاق بازل الأول
- دعوة FDIC و TFR البيانات